# 石巻市立河南西中学校
石巻市立河南西中学校（いしのまきしりつ かなんにしちゅうがっこう）は、宮城県石巻市北村字小崎一にある公立中学校。

## 概要
- 国道108号沿線の河南地区西部に河南西中学校が位置している[1]。

## 学区
石巻市立広渕小学校、石巻市立北村小学校、石巻市立前谷地小学校学区

## 沿革
- 1989年（平成元年）4月1日 - 河南町立広渕中学校、河南町立北村中学校、河南町立前谷地中学校が統合されて、河南町立河南西中学校が開校した[1]。
- 2005年（平成17年）4月1日 - 合併により石巻市立河南西中学校に改称。

## 目指す生徒像
- 知 - 自ら学ぶ生徒
  - 基礎・基本の身に付いた生徒
  - 課題意識を持ち,解決に試行錯誤する生徒
  - 人の話をよく聞き,深く考える生徒
- 徳 - 心豊かな生徒
  - 自他を尊重し,思いやりの心を持つ生徒
  - 時と場に応じた言動が身に付いた生徒
  - 心から「ありがとう」と言える生徒
- 体 - たくましい生徒
  - たくましく生き抜く力を身に付けた生徒
  - 根気強く,がんばり抜く生徒
  - 健康や安全を考えて行動できる生徒